# چلچله کوهی تیره
چلچله کوهی تیره (نام علمی: Ptyonoprogne concolor) نام یک گونه از سرده چلچله‌های کوهی است.